# Bory, Levice
Bory este o comună slovacă, aflată în districtul Levice din regiunea Nitra. Localitatea se află la altitudinea de 153 m deasupra n.m., se întinde pe o suprafață de 8,81 km2 și în 2017 număra 315 locuitori.

## Istoric
Localitatea Bory este atestată documentar din 1135.

## Demografie
| An:                | 1994 | 2004   | 2014   | 2024   |
| ------------------ | ---- | ------ | ------ | ------ |
| Număr de persoane: | 326  | 324    | 316    | 307    |
| Diferență:         |      | −0,61% | −2,46% | −2,84% |

| An:                | 2023 | 2024   |
| ------------------ | ---- | ------ |
| Număr de persoane: | 315  | 307    |
| Diferență:         |      | −2,53% |